# Nicolae Alexi
Nicolae Alexi (n. 23 martie 1947, Drăușeni, județul Brașov, România) este un pictor și grafician român, profesor universitar, absolvent al Institutului de Arte Plastice din București, secția grafică, promoția 1974.

## Expoziții

### Personale
- 1974, 1977, 1984, 1991 - București;
- 1981 - Galeria Căminul Artei București;
- 1985 - Roma, Italia;
- 1986 - Civitavecchia, Italia; Muzeul de Artă, Craiova;
- 1987 - Institutul Italian de Cultura București;
- 1990 - Siracusa, Sicilia, Italia;
- 1992 - Muzeul de Arta Constanța;
- 1997 - ‘Eu însumi’ Galeria Simeza București;
- 2001 - Galeria Simeza Bucuresti;
- 2002 - Galeria Orizont Bucuresti;
- 2003 - Galeria Fundației București.

### De grup
- 1977 - Rotterdam Olanda;
- 1978 - 1979 - Concursul de desen Joan Miró Barcelona Spania;
- 1981 - Bienala de desen Wroclaw Polonia;
- 1983 - Bienala de la Sao Paolo Brazilia;
- 1984 - New Delhi India; Varșovia, Polonia; Praga, Cehia; Bienala de desen Rijeka Iugoslavia;
- 1985 - Moscova, Rusia; Stuttgart Germania;
- 1986 - Expozitie itineranta China;
- 1990 - Siracusa, Sicilia Italia;
- 1995 - Muzeul de Artă Contemporană Göteborg Suedia;
- 1997 - Gallerie Tegneforbundet, Oslo, Norvegia; Nürnberg, Germania; Bienala de Artă Contemprană, Abu-Dhabi, Sharjah, Emiratele Arabe Unite;
- 1998 - Biblioteca Municipalității, Saint Remy de Provence, Franța;
- 2000 - Galeria WerkArt San Gallen, Elvetia;
- 2003 - Seul, Coreea de Sud; Chioggia, Italia.

## Premii
- 1975 - Bursa Anuală a Tinerilor Artiști secția grafică;
- 1994 - Premiul Academiei Mercurion, Roma, Italia;
- 1985 - Premiul Academiei Romane din Roma, Italia;
- 1986 - Premiul Cultura pentru Europa;
- 1987 - Premiul U.A.P. pentru activitatea artistică;
- 1993 - Medalia de aur la Bienala de Artă Contemporană Emiratele Arabe Unite;
- 1998 - Marele Premiu U.A.P. pentru activitatea artistică din anul 1998;
- 2006 - Premiul U.A.P. secția grafică

### Decorații
- 2000 - Ordinul național „Serviciul Credincios” în grad de Ofițer „pentru realizări artistice remarcabile și pentru promovarea culturii, de Ziua Națională a României”[2]

## Aprecieri
- Luiza Barcan

„Diferența dintre bâjbâială și precizie, dintre bâjbâială și rostire articulară, a fost bine pusă în evidență de expoziția lui Nicolae Aurel Alexi (grafică), deschisă la galeria Simeza în martie 2001 și intitulata Recurs la desen. Leonardo da Vinci numea desenul una cosa mentale, căci acesta se naște mai înâti din efortul gândirii, urmând apoi cel al minții pe hârtie. De aceea Nicolae Aurel Alexi propune un Recurs la desen ca formă elevată de reinterpretare a stilurilor, motivelor și genurilor clasice, indiferent dacă reevaluarea operata e plasata sau nu în perspectiva postmodernă.”—Luiza Barcan
- Corneliu Antim

„Alexi polemizează cu orice formă de aventurism stilistic, recurgând la savorile dificilului exercițiu de virtuozitate(în desen), de puritate(în mijloace și instrumente de la hârtie, passepartout, rama la creion, penita, tuș culori de apă) și de elocința(în discursul plastic). Se disting, pentru cei dispusi să sesizeze astfel de nuanțe și intenții, filoane artistice și stilistice esențiale.”—Corneliu Antim
- Adrian Guță

„Nicolae Alexi are o fervoare imaginativă care ademenește spre comparații cu proza realist-fantastică sud-americană, desigur cu mijloacele specifice artelor vizuale. Secvențele propuse de artist(desene îmbintnd forța de sugestie a graficului cu a picturalului) sunt meditații asupra unei drame, situații problematice general-umane sau cu oarecare specific local. Plăcerea detaliului nu deviază spre barocul estetizant, ci este indeobște semnificativă.”—Adrian Guță
- Virgil Mocanu

„(...)Se spune că ridicolul se naște din prăpastia ce se deschide între ceea ce ești și ceea ce vrei să pari. În desenele lui Alexi el este  rezultatul discrepanței dintre condiția pigmeului și universul în care a nimerit, făcut pentru oameni. și pentru că tot navigăm sub semnul livrescului, să ne amintim de o clasificare deconcertanta, în spirit suprarealist, propusă cu umor de Borges. Aparent ingenuă, în realitate lucid feroce, ea imparte animalele în câteva grupe, marcate prin litere. Venind indirect în ajutorul nostru, scriitorul ne oferă cel puțin două variante demne de luat in seamă. Citim și citim:„i) care țopăie ca smintitele” și „n) care de la distanță par muște” Apoi, parcă special pentru artiștii unei familii vechi de când omenirea, el deschide calea fanteziei lucide printr-o specie proteică și inepuizabilă: „k) desenate cu o foarte fina pensulă dim păr de cămilă”. Deci Nicolae Alexi poate lucra in continuare liniștit la bestiarul său contemporan, pentru că este motivat și apărat de o ereditate conceptuală cu incontestabilă autoritate. Oarecum, intercalatele cultiste, recursul la memoria civilizației și la precedentele ilustre joacă rolul unui fertil câmp de recul. Artistul recurge frecvent la câte o imagine emblematică intrată în patrimoniul conștiinței publice, pentru a sublinia incompatibilitatea funciară dintre personajele grotești și etaloanele și etaloanele consacrate. Boucher sau Fragonard, Botticelli, Magritte sau Max Ernst, cel din ciclul "O săptămână de bunătate sau cele șapte elemente capitale”, reprezintă subtile punte de sprijin, sugerând o enigmă, sau nostalgia unui orizont pierdut.”—Virgil Mocanu